# Becco di Filadonna
Der Becco di Filadonna (2.150 m) ist der östlichste Gipfel im Höhenzug zwischen Etschtal und Valsugana, südöstlich von Trient (italienisch: Trento) und westlich der Hochebene von Lavarone. Er ist ein besonderer Aussichtsberg mit fast 360 Grad Rundumblick von der Brentagruppe über den Alpenhauptkamm zur Schiara-Gruppe. Die Besteigung erfolgt am besten von der Straße aus, die zum Passo della Fricca führt (von Trient, wahlweise vom Lago di Caldonazzo auf der SS 349 über Vigolo Vattaro). Für einigermaßen erfahrene Bergwanderer ist die Besteigung unproblematisch.